# Michał Skąpski
Michał Skąpski – polski prawnik, doktor habilitowany nauk prawnych, specjalista w zakresie prawa socjalnego oraz prawa pracy, profesor nadzwyczajny Uniwersytetu im. Adama Mickiewicza w Poznaniu oraz Uniwersytetu Szczecińskiego.

## Życiorys
Studia prawnicze ukończył na Wydziale Prawa i Administracji Uniwersytetu im. Adama Mickiewicza w Poznaniu. W 1999 otrzymał stopień doktorski na podstawie pracy pt. Problemy prawne stosunku pracy w ramach wspólnoty rodzinnej, której promotorem był Włodzimierz Piotrowski. Stopień doktora habilitowanego nauk prawnych otrzymał w 2007 na podstawie oceny dorobku naukowego i rozprawy Ochronna funkcja prawa pracy w gospodarce rynkowej.  
Został zatrudniony jako profesor nadzwyczajny w Katedrze Prawa Pracy i Prawa Socjalnego na Wydziale Prawa i Administracji UAM oraz w Katedrze Prawa Pracy i Polityki Społecznej Wydziału Prawa i Administracji Uniwersytetu Szczecińskiego, w której zajmował stanowisko kierownika (2010−2016).  
W strukturach uczelni sprawował funkcję pełnomocnik dziekana WPiA UAM ds. praktyk studenckich (1998−2008), członka Komisji Prawnej Senatu UAM (2005−2012) oraz wiceprzewodniczącego komisji dyscyplinarnej dla doktorantów UAM. 
Od 2013 ekspert Narodowego Centrum Nauki. Od 2016 członek Komisji Kodyfikacyjnej Prawa Pracy powołanej przez Prezesa Rady Ministrów. 

## Wybrane publikacje
- Kazusy z prawa pracy, wyd. 1999, ISBN 83-7211-048-4
- Zagadnienia stosunku pracy między członkami rodziny, Wydawnictwo Prawnicze, Warszawa 2000, ISBN 83-219-1050-5
- Ochronna funkcja prawa pracy w gospodarce rynkowej, wyd. 2006, ISBN 83-7444-233-6
- Problemy zatrudnienia we współczesnym ustroju pracy (współredaktor wraz z Z. Niedbałą), wyd. 2012, ISBN 978-83-255-3889-7
- Aksjologiczne podstawy prawa pracy i ubezpieczeń społecznych (współredaktor wraz z K. Ślebzakiem), wyd. 2014, ISBN 978-83-64321-24-5
- ponadto glosy do orzeczeń sądów, rozdziały w pracach zbiorowych i artykuły publikowane w czasopismach prawniczych, m.in. w „Państwie i Prawie”, „Ruchu Prawniczym, Ekonomicznym i Socjologicznym”, „Orzecznictwie Sądów Polskich” oraz „Pracy i Zabezpieczeniu Społecznym”[1]